# Chassalia catatii
Chassalia catatii là một loài thực vật có hoa trong họ Thiến thảo. Loài này được Drake ex Bremek. mô tả khoa học đầu tiên năm 1962.